# ジェームス・マーク
ジェームス・マーク（James Mark、1984年2月16日 - ）は、カナダ国籍・XMA（エクストリーム・マーシャルアーツ）のアクションスタントチーム「2XTREME（ツーエックス）」のリーダー。18歳よりスタントアクターとして映画、テレビで活躍。「ローグアサシン」「ジャンパー」「ハムナプトラ3」「Repossession Mambo」などハリウッド映画でスタントマンとして出演。